# Pusztai gyalogcincér
A pusztai gyalogcincér (Dorcadion fulvum cervae) az ízeltlábúak (Arthropoda) törzsébe, a bogarak (Coleoptera) rendjébe, ezen belül a cincérfélék (Cerambycidae) családjába tartozó faj. A barna gyalogcincér vitatott besorolású alfaja.
Magyarországon endemikus, 1982 óta védett, 2001 óta fokozottan védett állat, természetvédelmi értéke 100 000 Ft. A Vörös könyvben szerepel.

## Elterjedése
Jelenlegi ismereteink szerint csak a Duna–Tisza-közén, a Duna-sík szikesein él, legészakabbra Apaj és Bugyi községek külterületén, legdélebbre Felsőerek külterületén.
Jelenleg az alábbi 9 nagyobb területi egységekről ismert:
- 1. Felső-Kiskunsági szikes puszták;
- 2. Bugyi: Szittyóürbő;
- 3. Újsolt: Rabgazdasági-gyepek, Sallai-rész;
- 4. Felső-Kiskunsági szikes tavak;
- 5. Dunatetétlen: Bába-szék, Böddi-szék, Maka-szék;
- 6. Miklapuszta;
- 7. Felsőerek: Öreg-rét.
- 8. Szabadszállás és Fülöpszállás környéki szikesein
- 9. Akasztó környéke

Potenciális élőhelyeinek kiterjedése kb. 32 600 hektár.

## Morfológiai leírása
A talajszinten élő cincérfaj röpképtelen (hártyás szárnyai csökevényesek). Egyszínű, fényes, fekete. A nőstény csápja fél testhosszúságú, a hímé hosszabb, de a testhossznál rövidebb. Színezetében a fekete gyalogcincérhez, testalkatában a barna gyalogcincérhez hasonlít, de ez utóbbinál karcsúbb és kisebb, testhossza 15–18 mm. Előtorán hosszanti barázdát visel, szárnyfedőjén a vállborda nem látható, vagy gyenge.

## Életmódja
A pusztai gyalogcincér imágóinak legkorábbi ismert megjelenési dátuma április 12., legkésőbbi június 25. A rajzáscsúcs április 25. és május 10. közötti időszakra esik. Az imágók napos időben aktívak, veszély esetén fűcsomók oldalába vagy talajrepedésekbe bújnak. Nagyon nagy melegben is védett helyre húzódnak, ahonnan csak a potrohuk vége áll ki.
A párzási időszak csúcsa május 10–15. A nőstények a fűcsomók tövére rakják le a petéiket. A még fiatal imágók ivarérésük előtt felmásznak a füvekre, és azt rágcsálva táplálkoznak. Fő tápnövénye valószínűleg a veresnadrág csenkesz (Festuca pseudovina).
Életmódjáról, populációs viszonyairól keveset tudunk, a fajra irányuló további tudományos kutatásokra szükség van.

## Élőhelye
A pusztai gyalogcincér alacsony (általában 90–96 m) tengerszint feletti magasságban, szikes, nátrium-karbonátos, helyenként nátrium-kloridos talajon él. A huzamosan vízzel borított szikes talajon nem fordul elő. A teljesen záródott gyepből eltűnik, ezért a mérsékelt legeltetés kedvez az elterjedésének.
Az élőhelyüket leggyakrabban veszélyeztető és korlátozó tényezők
- Belvíz
- Gyepek feltörése
- Külszíni bányászat és hatásai
- Kemikáliák
- Infrastruktúra-fejlesztés
- Beépítés
- Túllegeltetés, alullegeltetés
- Gyeptüzek

## Képe
https://web.archive.org/web/20160305183755/http://enfo.agt.bme.hu/drupal/node/8144